# アナスタジヤ・ミェシュコヴナ
アナスタジヤ・ミェシュコヴナ（ポーランド語：Anastazja Mieszkówna, 1163年ごろ - 1240年5月31日以降）は、ポメラニア公ボギスラフ1世の妃でポメラニア公領の摂政をつとめた。ベルブックおよびトレプトーのプレモントル会修道院の後援者であった。ポーランド大公ミェシュコ3世とキエフ大公イジャスラフ2世の娘エヴドキヤ・イジャスラヴナの間の娘。

## 生涯

### 結婚とポメラニア摂政
1177年にアナスタジヤはポメラニア公ボギスラフ1世と結婚した。これにより、ボギスラフ1世はミェシュコ3世とより緊密な関係を持つようになった。ボギスラフ1世は1188年に内部の権力闘争の最中にミェシュコ3世のもとに亡命し、ミェシュコ3世はその後ボギスラフ1世が領地を再び征服するのを支援した。
アナスタジアは以下の子女を産んだ。
- ボギスラフ2世（1177年頃 - 1222年） - ポメラニア公
- カジミール2世（1180年頃 - 1219年） - ポメラニア＝デミーン公
- ドブロスラヴァ（1187年以前 - 1226年頃）

1187年に夫が死去した後、アナスタジアはシュチェチン城主ヴァルティスワフ（1177年 - 1179年）、リューゲン公ヤロマール（1184/9年まで）とともに、まだ未成年であった息子たちに代わってポメラニア公領の摂政となった。1208年ごろに息子たちが親政を開始したが、2人とも1219年と1222年に母親より先に亡くなった。

### 修道院の創建
1208年、アナスタジアは息子たちとともにベルブックのプレモントル会修道院を再建した。1224年にはトレプトー・アン・デア・レガの寡婦領にプレモントル会修道院を創建（または移転）し、そこに多くの村を寄付した。おそらく1235年ごろに完成し、それ以降アナスタジアはそこに居を構えたが、修道女にはならなかった。

### 死
アナスタジアが最後に文書で確認されるのは1240年5月31日であり、1242年6月24日に亡くなったという。アナスタジアはトレプトーのプレモントル会修道院に埋葬されたが、その墓は現存しない。